# Dechas s/t
Dechas s/t är en EP från Dechas som gavs ut av Dayglo Records i mars år 2000. Låtarna spelades in år 1998-1999. Omslag av Jani Niilivirta. Mastrad av Åsa Winzell på Polar Studios i oktober 1999.

## Låtlista
1. Gettin' Power
2. Real Shame+
3. Direction
4. To Blame
5. Mind Revolution
6. Behind

+Gästspel av Martin Westerlund från Disconnect.